# 이토 나오지
이토 나오지(일본어: 伊藤 直司, 1959년 7월 1일 ~ )는 일본의 전 축구 선수이다.

## 국가대표팀 경력
그는 1981년 6월 19일 말레이시아과의 경기에서 일본 국가대표팀에 데뷔했다.

## 통계
| 일본 | 일본 | 일본 |
| 연도 | 출전 | 득점 |
| ---- | ---- | ---- |
| 1981 | 1    | 0    |
| 통산 | 1    | 0    |